# 乙酸铀(IV)
乙酸铀(IV)是四价铀的乙酸盐，是化学式为U(CH3COO)4的绿色固体，在干燥空气中稳定，遇水分解。除了正盐外，四价铀的碱式乙酸盐也是已知的，氟取代的三氟乙酸盐，以及其它羧酸盐都有报道。

## 制备
将氯化铀酰二水合物加入热的冰乙酸中，在搅拌回流下加入锌汞齐，还原过程中会产生蓬松的沉淀。将上层清液倒出，与乙酸酐共热，产生亮绿色沉淀，即为乙酸铀(IV)：
UO2Cl2 + Zn + 4 CH3COOH → U(CH3COO)4 + ZnCl2 + 2 H2O
(CH3CO)2O + H2O → 2 CH3COOH
若以乙酸铀酰为原料，同样溶于冰乙酸中加热，用锌汞齐还原，产生沉淀Zn[U(CH3COO)6]。过滤出沉淀，将其溶解在乙酸-乙酸酐-浓盐酸的混合溶液中（体积比20:20:3），沉淀出乙酸铀(IV)：
UO2(CH3COO)2 + Zn + 4 CH3COOH → Zn[U(CH3COO)6]↓ + 2 H2O
Zn[U(CH3COO)6] + 2 HCl → U(CH3COO)4 + ZnCl2 + 2 CH3COOH
(CH3CO)2O + H2O → 2 CH3COOH

## 性质
乙酸铀(IV)在干燥的空气中稳定，难溶于乙醇、乙醚或苯，遇水分解。将乙酸铀(IV)在1：2乙酸溶液中煮沸，可以得到灰绿色沉淀U(OH)(CH3COO)3，将这种沉淀在真空中干燥，并加热至190℃，分解为暗灰色的UO(CH3COO)2。
在液氨中，乙酸铀(IV)可以被乙酸银氧化，生成乙酸铀酰铵：
U(CH3COO)2 + 2 CH3COOAg + 4 NH3 → (NH4)2UO2(CH3COO)4 + 2 CH3CONH2 + 2 Ag
生成的乙酸铀酰铵和乙酸铀(IV)、乙酸铀酰一样，在液氨中缓慢分解：
2 (NH4)2UO2(CH3COO)4 + 6 NH3 → (NH4)2U2O7 + 8 CH3CONH2 + 5 H2O
乙酸铀(IV)可以形成复盐，如MgU(CH3COO)6、FeU(CH3COO)6、ZnU(CH3COO)6等，其中Mg2+和Fe2+盐是吸湿性的。